# Јуџин (Орегон)
Јуџин (енгл. Eugene) универзитетски је град на западу савезне америчке државе Орегон. Град је 2007. имао 153.690 становника. Површина Јуџина је 105,0 км². Припада округу Лејн. Налази се у долини Виламет, на ушћу реке Макензи у реку Виламет.
У Јуџину је 1972. основана компанија Најки (Nike).

## Географија
Јуџин се налази на надморској висини од 131 m.

## Демографија
По попису из 2010. године број становника је 156.185, што је 18.292 (13,3%) становника више него 2000. године.
|                   | 2010.            | 2000.            |
| Укупно            | 156 185 (100,0%) | 137 893 (100,0%) |
| Белци             | 128 031 (81,97%) | 118 563 (85,98%) |
| Хиспаноамериканци | 12 200 (7,811%)  | 6 843 (4,963%)   |
| Остали            | 7 545 (4,831%)   | 5 842 (4,237%)   |
| Азијати           | 6 283 (4,023%)   | 4 916 (3,565%)   |
| Афроамериканци    | 2 126 (1,361%)   | 1 729 (1,254%)   |

## Партнерски градови
- Иркутск
- Катманду
- Какегава
- Jinju